# 白書
白書（はくしょ、英: white paper）とは、日本の中央省庁の編集による刊行物のうち、政治社会経済の実態及び政府の施策の現状について国民に周知させることを主眼とするもの。
政府の施策についての現状分析と事後報告を中心とした公表資料であり、統計、図表、法令などのデータ集は含まれない。
広義においては前述の刊行物すべてを指すが、狭義においては正式名称・通称に「白書」を含むものを指す。厳密には「白書類」と総称される。
日本において初めて作成された白書は1947年（昭和22年）7月4日公表の「経済実相報告書」（経済白書）である
。

## 由来
イギリス（英国）において、内閣が議会に提出する公式報告書を、その表紙の色からホワイトペーパー（white paper）と通称していたことから日本でもそれに倣って政府が作成する報告書の通称を白書と呼ぶようになった。スペインでは表紙の色の黄書と呼ばれている。
外務省の発行する年次報告に限っては青書（外交青書）と呼ぶが、1957年に「我が外交の近況」として外交青書が創刊された際に、表紙に青が使用され、その後「青書」と称している。元々は、17世紀の英国議会においては、外交官の報告書をブルーブックと呼んで青い表紙を使っていたことから、日本でも外務省が取り入れたものである。ただし本家の英国では現在ブルーブックは存在しない。
なお、英語でWhite Paperといった場合は日本と異なり、議会に対する具体的な「政策提案書」の意味が強い。

## 定義
中央省庁が編集する印刷物で販売又は頒布するもののうち、内容が政治経済社会の実態及び政府の施策の現状について国民に周知させることを主眼とするものであること。
図書の形をとるものに限り個人名で編著されるものも除くので、定期刊行物やパンフレット類、法令解説書や統計調査報告書などは白書に含まれない。
正式書名または通称に「白書」の名称を使用するものについては閣議了解を必要とする。事務次官等会議申し合わせ「政府刊行物（白書類）の取扱いについて」（1963年（昭和38年）10月24日、2001年（平成13年）1月6日改正）によるもの。
なお、正式書名に「白書」の名称を使用しているものは13件（2022年7月時点）。

## 分類
白書は概ね三種に大別される。
- 法律により政府に義務付けられている、国会への年次報告を白書として刊行したもの。法定白書（英: White Papers Stipulated by Law）と呼ばれることもある。
これらは閣議決定を経て国会に提出されるが、例外として人事院が作成する年次報告は内閣と国会に同時に提出されるため閣議配布のみ行われる。
- 法律に定めのない（国会報告を要しない）政府の白書類のうち、閣議で配布し所管大臣が報告して閣議了解を得ることとされているもの。非法定白書（法定外白書）や閣議配布白書（英: White Papers distributed at Cabinet meetings）と呼ばれることもある。
これらは各省庁の名において編集し、その旨を前文中に明記するとともに閣議了解を得た後公表するものとしている。
- 上記以外の白書類（英: Other White Papers）。
各省庁部局長以上の名において編集し、その旨を前文中に明記するとともに、各省大臣、事務次官又は外局の長の了承を得た後公表するものとしている。

## 主な白書
太字は正式名称、それ以外は通称。#は閣議案件外。カッコ内は法定白書の根拠法令
＜主な出典：＞
- 内閣官房 - 水循環白書（水循環基本法第12条）
- 人事院 - 公務員白書（国家公務員法第24条）
- 内閣府 - 経済白書、世界経済白書#、防災白書（災害対策基本法第9条・災害対策基本法施行令第2条）、食育白書（食育基本法第15条）、高齢社会白書（高齢社会対策基本法第8条）、障害者白書（障害者基本法第11条）、交通安全白書（交通安全対策基本法第13条）、自殺対策白書（自殺対策基本法第10条）、男女共同参画白書（男女共同参画社会基本法第12条）、国民生活白書
  - 公正取引委員会 - 独占禁止白書（私的独占の禁止及び公正取引の確保に関する法律第44条）
  - 警察庁 - 警察白書、犯罪被害者白書（犯罪被害者等基本法第10条）
  - 原子力委員会 - 原子力白書
  - 公正取引委員会 - 独占禁止白書（私的独占の禁止及び公正取引の確保に関する法律第44条）
  - 消費者庁 - 消費者白書（消費者基本法第10条の2）
  - こども家庭庁 - こども白書（こども基本法8条1項）[注釈 1]
- 総務省 - 特例民法法人白書、地方財政白書（地方財政法第30条の2）、情報通信白書
  - 消防庁 - 消防白書
  - 公害等調整委員会 - 公害紛争処理白書（公害等調整委員会設置法第17条）
- 法務省 - 犯罪白書、人権教育・啓発白書（人権教育及び人権啓発の推進に関する法律第8条）、再犯防止推進白書（再犯の防止等の推進に関する法律第10条）
  - 出入国在留管理庁 - 入管白書#
- 外務省 - 外交青書、政府開発援助(ODA)白書『日本の国際協力』
- 文部科学省 - 文部科学白書、科学技術白書（科学技術基本法第8条）
- 厚生労働省 - 厚生労働白書、労働経済白書、自殺対策白書（自殺対策基本法第10条）、過労死等防止対策白書（過労死等防止対策推進法第6条）、海外情勢白書#、働く女性白書#、母子家庭白書（母子家庭の母の就業の支援に関する特別措置法第3条）#
- 農林水産省 - 食料・農業・農村白書（食料・農業・農村基本法第14条）、食育白書（食育基本法第15条）
  - 林野庁 - 森林・林業白書（森林・林業基本法第10条）
  - 水産庁 - 水産白書（水産基本法第10条）
- 経済産業省 - 通商白書、ものづくり白書（ものづくり基盤技術振興基本法第8条）
  - 中小企業庁 - 中小企業白書（中小企業基本法第11条）、小規模企業白書（小規模企業振興基本法第12条）
  - 資源エネルギー庁 - エネルギー白書（エネルギー政策基本法第11条）
- 国土交通省 - 国土交通白書、交通政策白書（交通政策基本法第14条）、土地白書（土地基本法第10条）、観光白書（観光立国推進基本法第8条）、水資源白書#、首都圏白書（首都圏整備法第30条の2）
  - 観光庁 - 観光白書（観光立国推進基本法第8条）
  - 気象庁 - 気象白書#
  - 海上保安庁 - 海上保安白書（海上保安レポート）#
- 環境省 - 環境白書（環境基本法第12条）、循環型社会白書（循環型社会形成推進基本法第14条）、生物多様性白書（生物多様性基本法第10条）
- 防衛省 - 防衛白書

## 廃止・統合された白書
- 内閣府
  - 青少年白書 → 子ども・若者白書 (子ども・若者育成支援推進法第6条) → 2024年度よりこども白書に一本化（こども基本法8条2項）[注釈 1]
  - 少子化社会対策白書（少子化社会対策基本法第9条） → 2024年度よりこども白書に一本化（こども基本法8条2項）[注釈 1]
- 原子力安全委員会（原子力規制委員会の旧組織） - 原子力安全白書（2009年度版で終了[6]）[注釈 2]

## 中央官庁以外の「白書」
地方公共団体の部局などが発行するものにも「白書」の名称を使用しているものがある（例：東京都環境白書（東京都環境局）、横浜市民生活白書（横浜市）など）。また民間団体でも「白書」の名称を使用した刊行物がある（例：東京証券取引所の「東証上場会社 コーポレート・ガバナンス白書」など）。